# سیارک ۹۶۷
سیارک ۹۶۷ (به انگلیسی: 967 Helionape، نامگذاری:1921KV) نهصد و شصت و هفتمین سیارک کشف شده‌است که در ۹ نوامبر ۱۹۲۱ کشف شد.
قدر مطلق سیارک برابر ۱۲٫۱۰ است.